# Giovanni Battista Palletta
Giovanni Battista Palletta (Montecrestese, 8 aprile 1748 – Milano, 27 agosto 1832) è stato un medico italiano.

## Biografia
Originario della Val d'Ossola, Palletta prestò la sua opera presso l'Ospedale Maggiore di Milano, dove lavorò come chirurgo fin dal 1763, con incarichi d'importanza via via crescenti, da allievo a chirurgo capo, nomina che ottenne nel 1787. Quindi anni dopo gli fu conferita la carica di professore d'anatomia e d'istituzioni chirurgiche, cui nel 1816 si aggiunse quella in clinica chirurgica.
Stimato e conosciuto nella città lombarda sia come clinico, che per l'attività svolta in sala operatoria è ricordato per essere stato tra coloro che hanno introdotto la tecnica chirurgica dell'isterectomia vaginale. Inoltre fu un stimato docente e le sue lezioni erano molto apprezzate. Scrisse diverse pubblicazioni scientifiche.
Fra i suoi pazienti si annovera Napoleone, che ebbe in cura al Mombello.  
Morì nel capoluogo lombardo il 27 agosto 1832.

## Pubblicazioni scientifiche
- Adversaria chirurgica, Milano, 1785;
- Dissertazioni di chirurgia, Venezia, 1795;
- Osservazioni di patologia chirurgica sull'aneurisma, in Giornale di Venezia, 1796;
- Considerazioni sopra le varici, in Giornale di Venezia, 1818.